# Concentration républicaine
L'expression « concentration républicaine » désigne, sous la Troisième République française, l'union des différentes sensibilités républicaines au sein d'un gouvernement ou à l'occasion d'élections.

## Histoire
L'expression a été utilisée pour la première fois par Léon Gambetta en mai 1881, lors du débat à la Chambre des députés sur le scrutin de liste. Elle désigne l'alliance des républicains, au-delà des clivages entre les radicaux et les « modérés », face à une droite monarchiste qu'ils estiment toujours menaçante.
Cette politique s'impose tout particulièrement après les élections législatives de 1885 car aucune des deux principales nuances du camp républicain ne détient la majorité à elle seule. Elle est cependant fréquemment remise en cause, surtout au cours de la décennie suivante, car une fraction des opportunistes souhaiterait limiter l'influence des radicaux-socialistes en se rapprochant des hommes de droite « ralliés » à la République.
Après 1919, l'expression prend un sens nouveau et désigne la conjonction des centres obtenue par l'union des radicaux et du centre droit (AD, RI et PDP), en opposition à la politique de cartel avec les socialistes. Les gouvernements de « concentration républicaine » qui se sont succédé dans les années 1920 et 1930 avaient une position assez fragile et ne duraient pas très longtemps. Ils furent bien souvent remplacés par des gouvernements d'union nationale qui incluaient aussi la Fédération républicaine, plus à droite.